# Conques (Frankrijk)
Conques is een dorp en voormalige gemeente in het departement Aveyron in Frankrijk. Het was de hoofdplaats van het gelijknamige kanton totdat dit op 22 maart 2015 werd opgeheven en de gemeenten opgingen in het op die dag opgerichte kanton Lot et Dourdou. Op 1 januari 2016 fuseerde de gemeente met Grand-Vabre, Noailhac en Saint-Cyprien-sur-Dourdou tot de commune nouvelle Conques-en-Rouergue. Conques is lid van Les Plus Beaux Villages de France.
Het dorp is bekend als etappeplaats onderweg naar Santiago de Compostella. De pelgrims werden vooral aangetrokken door de relieken van de heilige Foy, een jonge martelares uit de 4e eeuw. In Conques ontstond in de Middeleeuwen een beroemde benedictijnenabdij.

## Bezienswaardigheden
De abdijkerk van Sainte Foy dateert uit de 12e eeuw en is gebouwd in de romaanse stijl. Ze bevat een beroemd gebeeldhouwd timpaan, dat het Laatste Oordeel voorstelt.
Veel kerkschatten zijn behouden gebleven, onder meer doordat de bewoners van Conques de waardevolle stukken verborgen hielden in hun huizen gedurende de Franse Revolutie. De verzameling geeft een goed beeld van Franse edelsmeedkunst van de 9e tot de 16e eeuw en bevat enkele opmerkelijke voorwerpen, waaronder het beroemde beeld van de heilige Foy uit de 10e eeuw.
In de 19e eeuw redde de schrijver en inspecteur van de monumentendienst Prosper Mérimée de kerk van de ondergang, door aan te dringen op restauratie.

## Demografie
Onderstaande figuur toont het verloop van het inwonertal (bron: INSEE-tellingen).

Vanwege een beveiligingsprobleem met de MediaWiki Graph-software is het momenteel niet mogelijk deze grafiek weer te geven. Zodra de software is bijgewerkt zal de grafiek vanzelf weer zichtbaar worden.

## Afbeeldingen

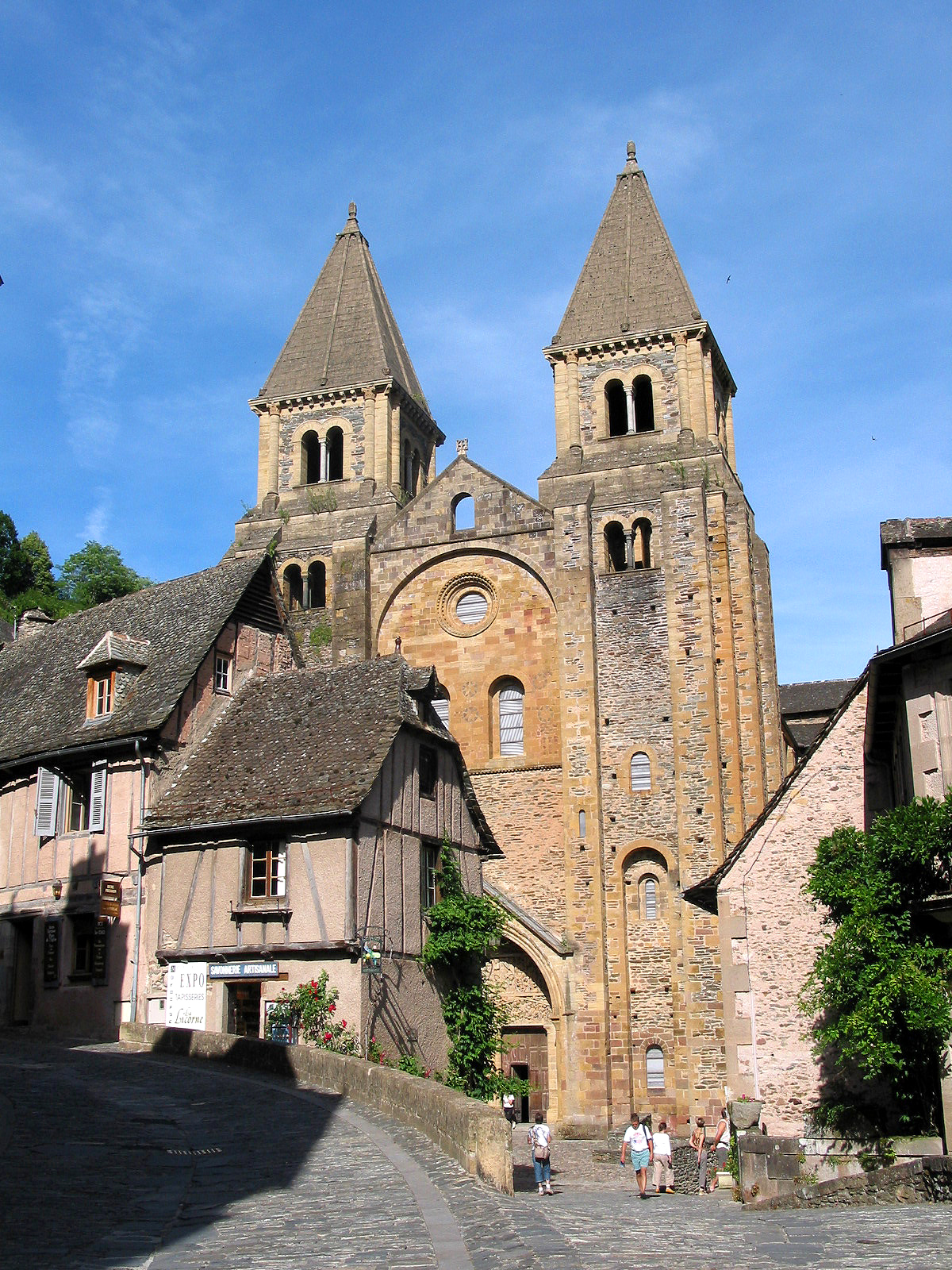
Abdijkerk Sainte Foy
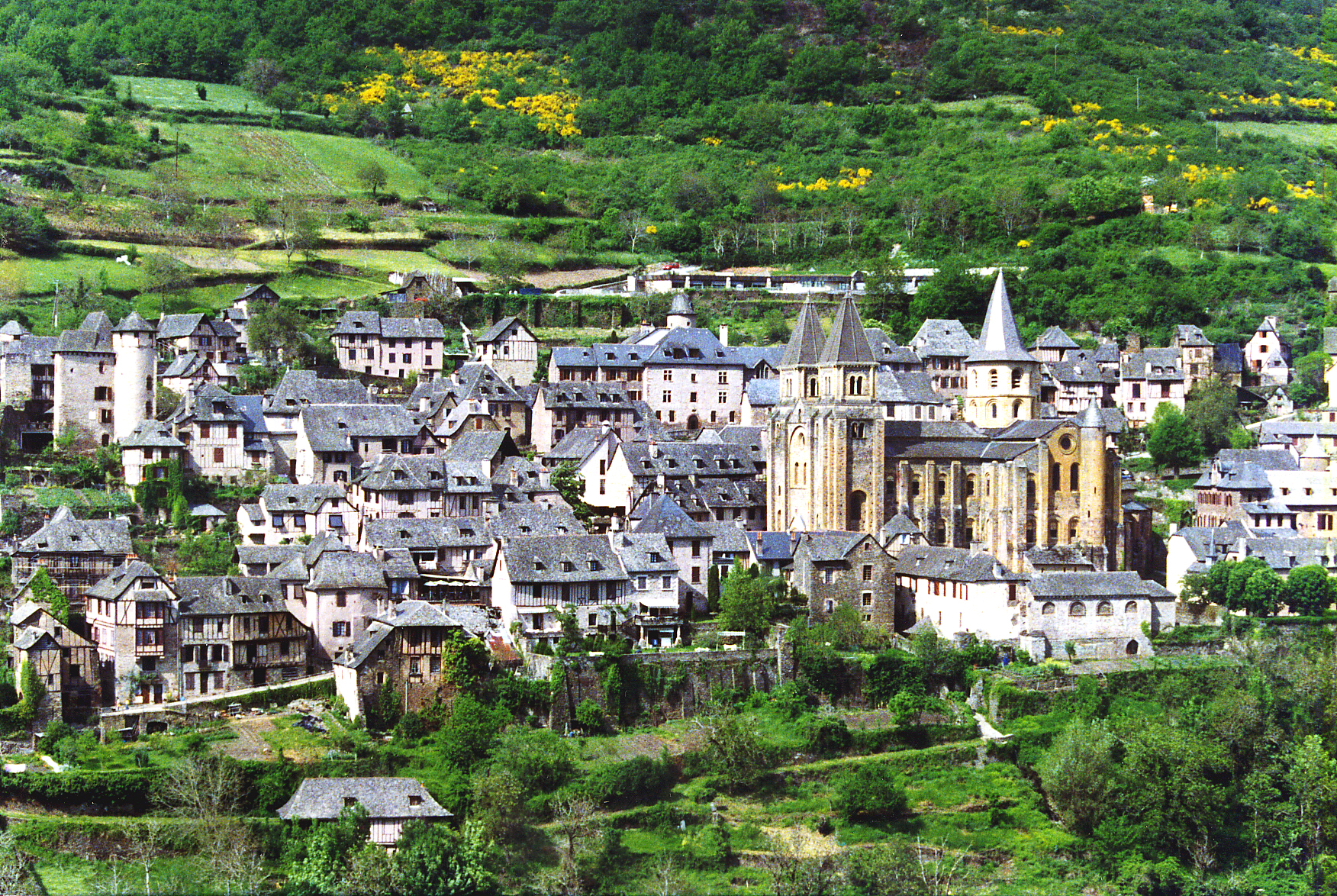
Dorp met de kerk
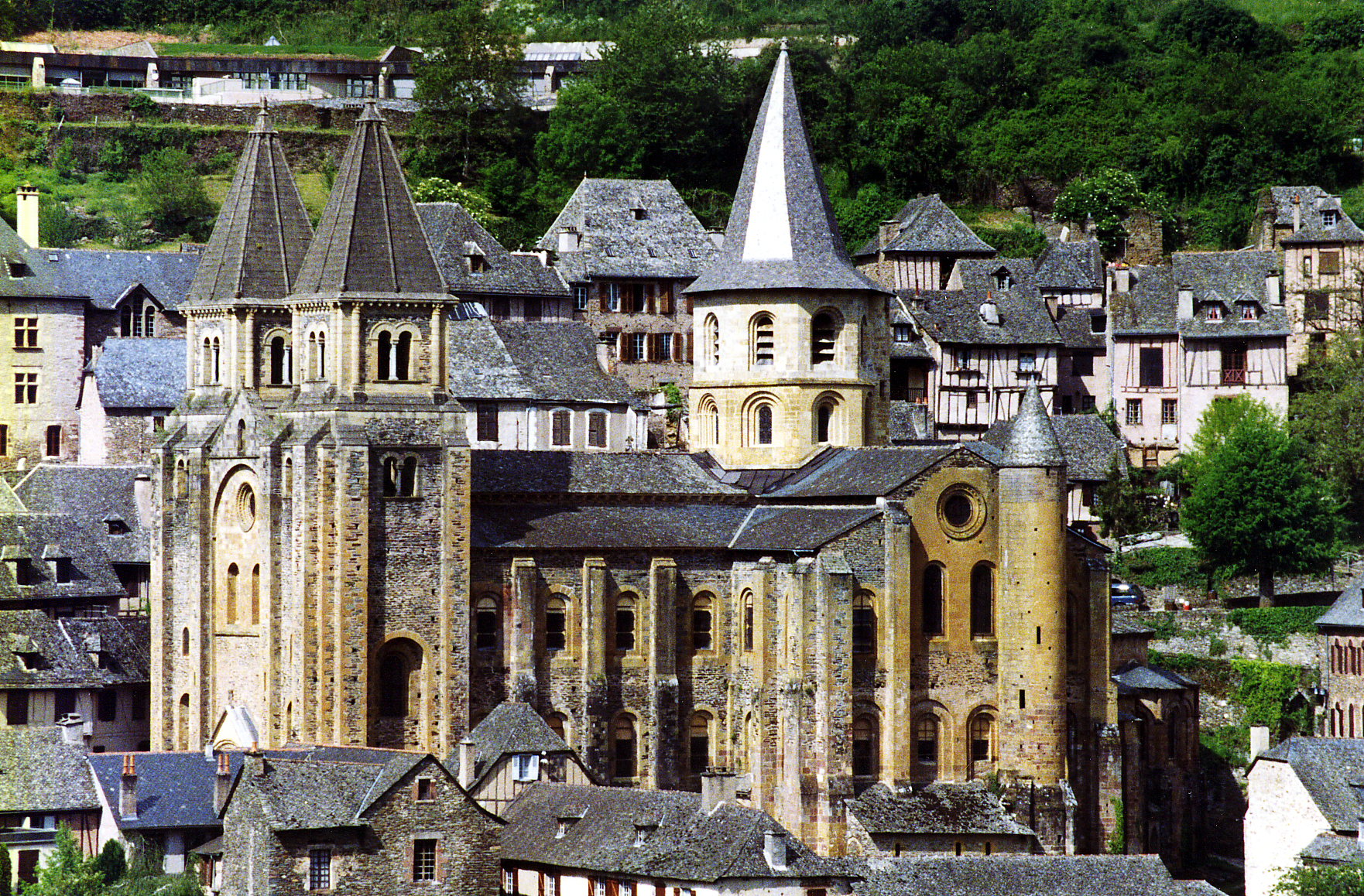
Abdijkerk Sainte Foy